# Саркісян Седрак Агаджанович
Седрак Агаджанович Саркісян (1896 — загинув 24 березня 1930, біля міста Нор-Баязет, тепер Ґавар, Вірменія) — вірменський радянський діяч, відповідальний секретар Еріванського міського комітету КП(б) Вірменії, народний комісар робітничо-селянської інспекції Вірменської РСР. Кандидат у члени Президії ЦК КП(б) Вірменії з 6 липня по 13 листопада 1927 року. Член Президії ЦК КП(б) Вірменії з 13 листопада 1927 по 20 січня 1929 року.

## Життєпис
Член РСДРП(б) з 1917 року.
У 1927—1929 роках — відповідальний секретар Еріванського міського комітету КП(б) Вірменії.
Одночасно 6 липня 1927 — 20 січня 1929 року — член Секретаріату ЦК КП(б) Вірменії.
23 листопада 1929 — 24 березня 1930 року — голова Центральної контрольної комісії КП(б) Вірменії — народний комісар робітничо-селянської інспекції Вірменської РСР.
24 березня 1930 року загинув у автомобільній катастрофі біля міста Нор-Баязета (тепер Ґавар) Вірменської РСР.